# Sovrintendente capo

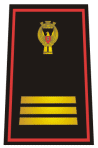
L'insegna su tubolare di sovrintendente capo della Polizia di Stato

Sovrintendente capo è la terza qualifica dei sovrintendenti della Polizia di Stato, del Corpo di Polizia Penitenziaria e, fino al 1º gennaio 2017, del Corpo Forestale dello Stato. Tale qualifica era stata, fino al 2017 la qualifica apicale dei sovrintendenti della Polizia di Stato, del Corpo di Polizia Penitenziaria e del Corpo Forestale dello Stato ed era subalterna al vice ispettore e superiore al sovrintendente principale.
Con l'istituzione nel 1995 della nuova qualifica apicale di sovrintendente superiore, che venne però immediatamente soppressa, venne anche abolita la qualifica di sovrintendente principale, che assunse la denominazione di sovrintendente capo.
Il sovrintendente capo riveste la qualifica di ufficiale di polizia giudiziaria ed agente di pubblica sicurezza. Fino al 1981 la qualifica di sovrintendente capo non esisteva.
La qualifica di sovrintendente capo, fino a prima della riforma del 1995, equivaleva ai gradi di maresciallo di prima classe, al maresciallo di prima classe scelto, e maresciallo di prima classe scelto con carica speciale del vecchio ordinamento delle Guardie di Pubblica Sicurezza.
Dopo la riforma del 1995, questa qualifica è stata declassata, equiparandola al nuovo grado di brigadiere capo dei Carabinieri, della Guardia di Finanza, e sergente maggiore capo dell'Esercito Italiano.
Il 1º aprile 1981, dopo la smilitarizzazione della Polizia di Stato, dai marescialli di Pubblica sicurezza, nacquero i sovrintendenti principale, e sovrintendenti capo.
Il distintivo di grado del sovrintendente principale consisteva in tre "binari" dorati, del sovrintendente capo, quattro "binari".
Successivamente il sovrintendente principale (tre binari), venne rinominato sovrintendente capo (sempre tre binari) ed il sovrintendente capo( prima quattro binari), venne rinominato sovrintendente superiore (quattro binari); quest'ultima qualifica venne soppressa nel 1995, e da allora, in polizia, si ebbero tre sovrintendenti, che erano: vice sovrintendente, sovrintendente, e sovrintendente capo. Nel 2017 in seguito al riordino dei ruoli e delle carriere del personale delle Forze armate e delle forze di polizia la qualifica di sovrintendente superiore è stata reintrodotta, con la nuova denominazione di Sovrintendente capo coordinatore.
Per via della somiglianza con i distintivi di grado dei marescialli delle Forze Armate nonché della Guardia di Finanza, vengono sovente chiamati (non ufficialmente) marescialli.
Nel Corpo di Polizia Penitenziaria la qualifica di sovrintendente capo comprende 3 binari di colore argentato (a seguito del decreto del 10 dicembre 2014). 

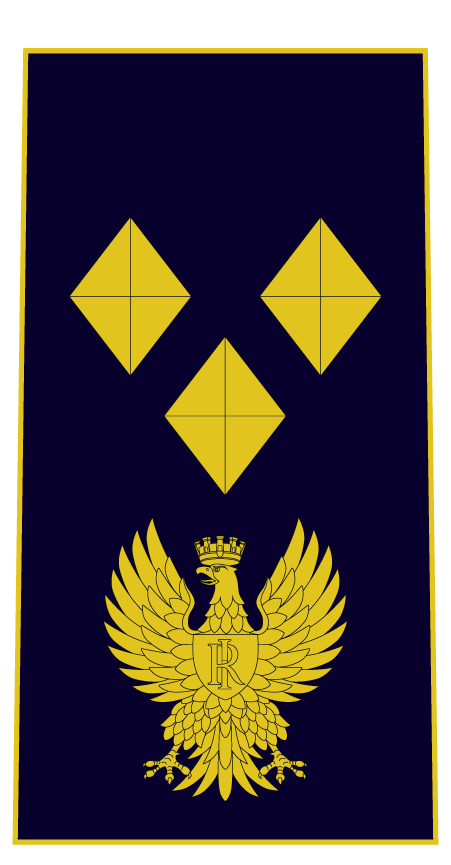
Distintivo di qualifica per controspallina di sovrintendente capo della Polizia di Stato
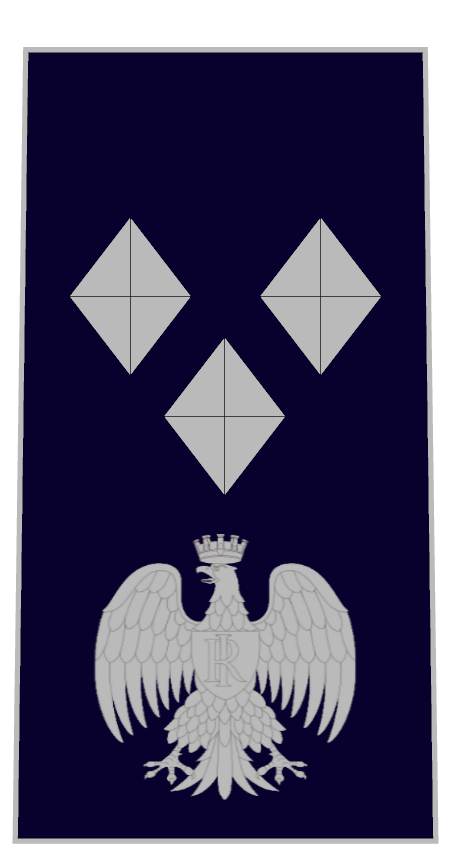
Distintivo di qualifica per controspallina di sovrintendente capo della Polizia Penitenziaria

## Comparazione con i gradi delle forze armate italiane

Distintivo di grado per controspallina di sergente maggiore capo dell'Esercito italiano.
Distintivo di grado di secondo capo scelto della Marina militare.
Distintivo di grado per controspallina di brigadiere capo dell'Arma dei carabinieri

## Comparazione con i gradi dei corpi ad ordinamento militare

Distintivo di grado per controspallina di brigadiere capo della Guardia di Finanza
Distintivo di grado per controspallina di sergente maggiore capo del Corpo militare volontario della Croce Rossa Italiana
Distintivo di grado per controspallina di sergente maggiore capo del Corpo militare dell'ACISMOM